# إصبع تبريد

اصبع التبريد.

إصبع التبريد (بالإنجليزية: Cold finger) هو قطعة من معدات المختبرات التي تستخدم لتوليد سطح المادة الباردة، وعادة ما يستخدم اصبع التبريد في جهاز التسامي، أو يمكن استخدامه في نسخة من الاتفاق مكثف سواء في الجزر أو رد فعل جهاز التقطير.
الجهاز يتكون عادة من غرفة فيه السائل (ماء الصنبور الباردة عادة) يمكنه الدخول والخروج منها، وهناك نسخة أخرى يشغل فيها الجهاز بمادة الباردة مثل: الجليد والثلج الجاف، أو خليط مثل الثلج الجاف، أو الأسيتون أو الجليد والمياه.

## معرض الصور

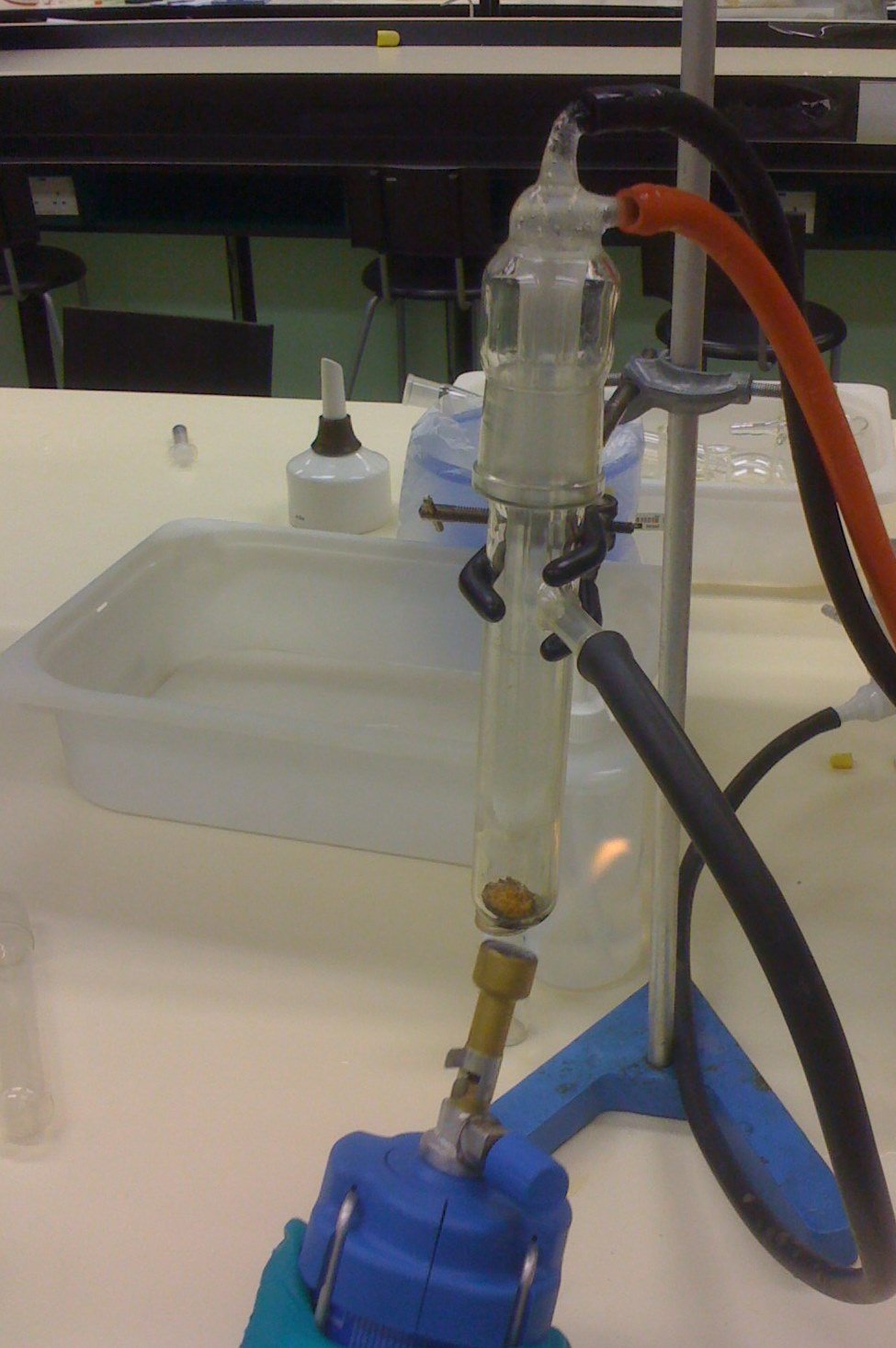
.
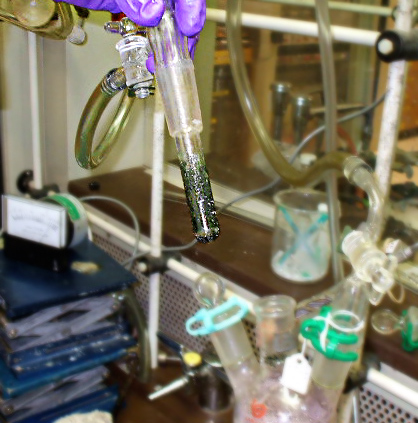
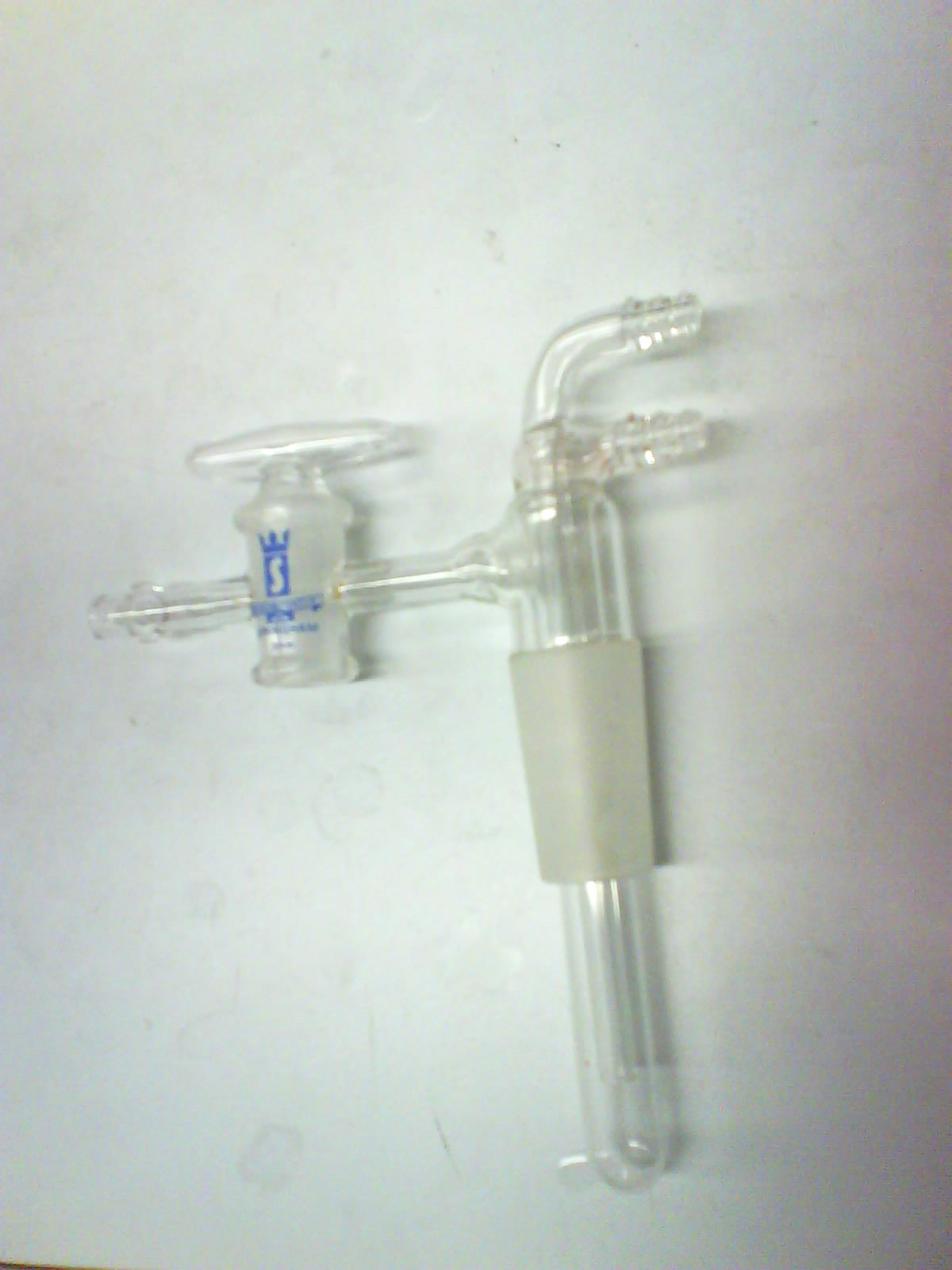